# Караоткель (кладбище)
Мусульманское кладбище «Караоткель» (каз. «Қараөткел» мұсылман зираты) — одно из самых старых и известных мест погребения усопших в Астане. Расположено по ул. Кравцова между микрорайонами Молодёжный и Целинный. На кладбище похоронена большая группа соратников последнего казахского хана Кенесары, которые боролись за независимость Казахстана (захоронение относится к 1838 году).

## История

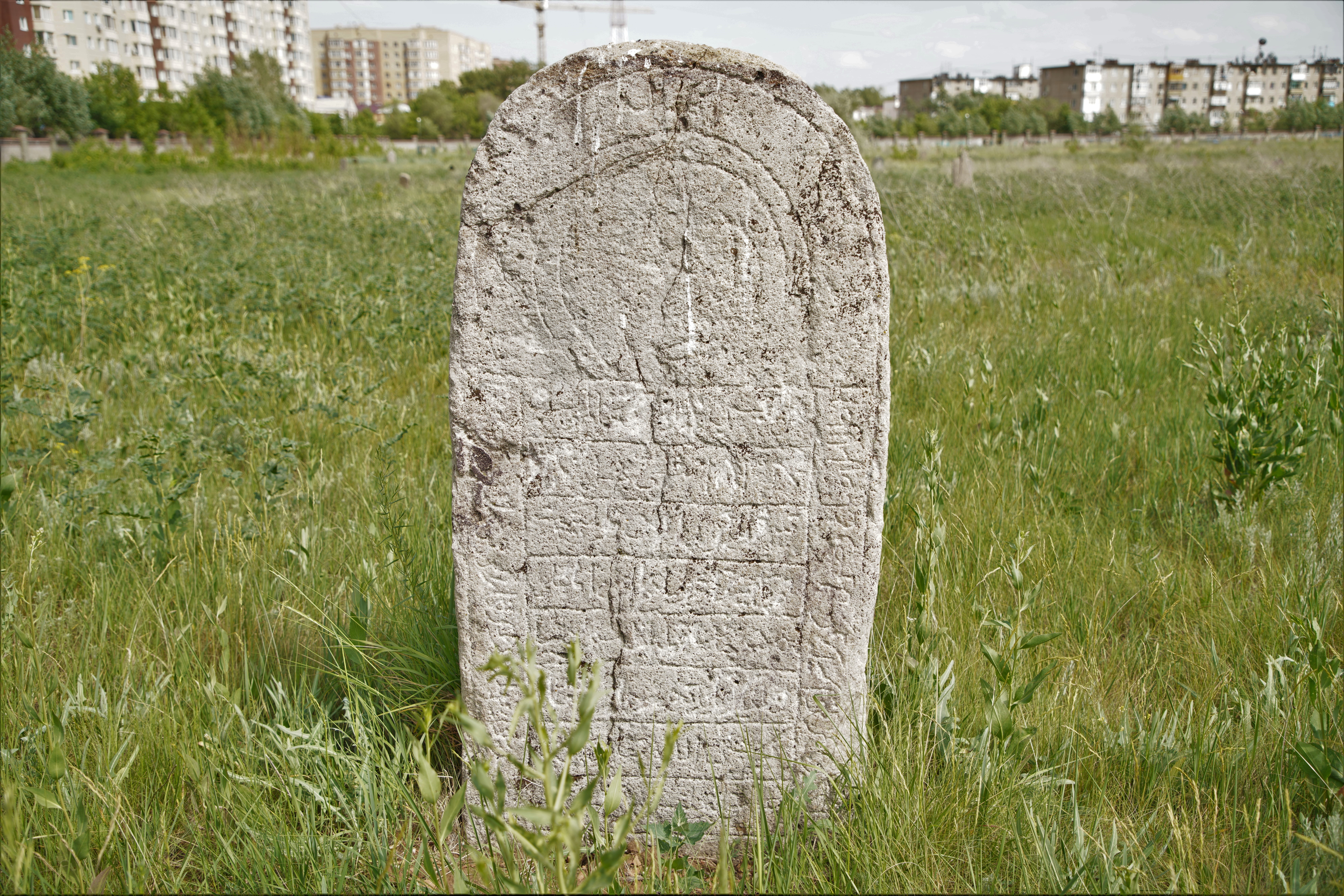
Захоронение сторонников Кенесары-хана

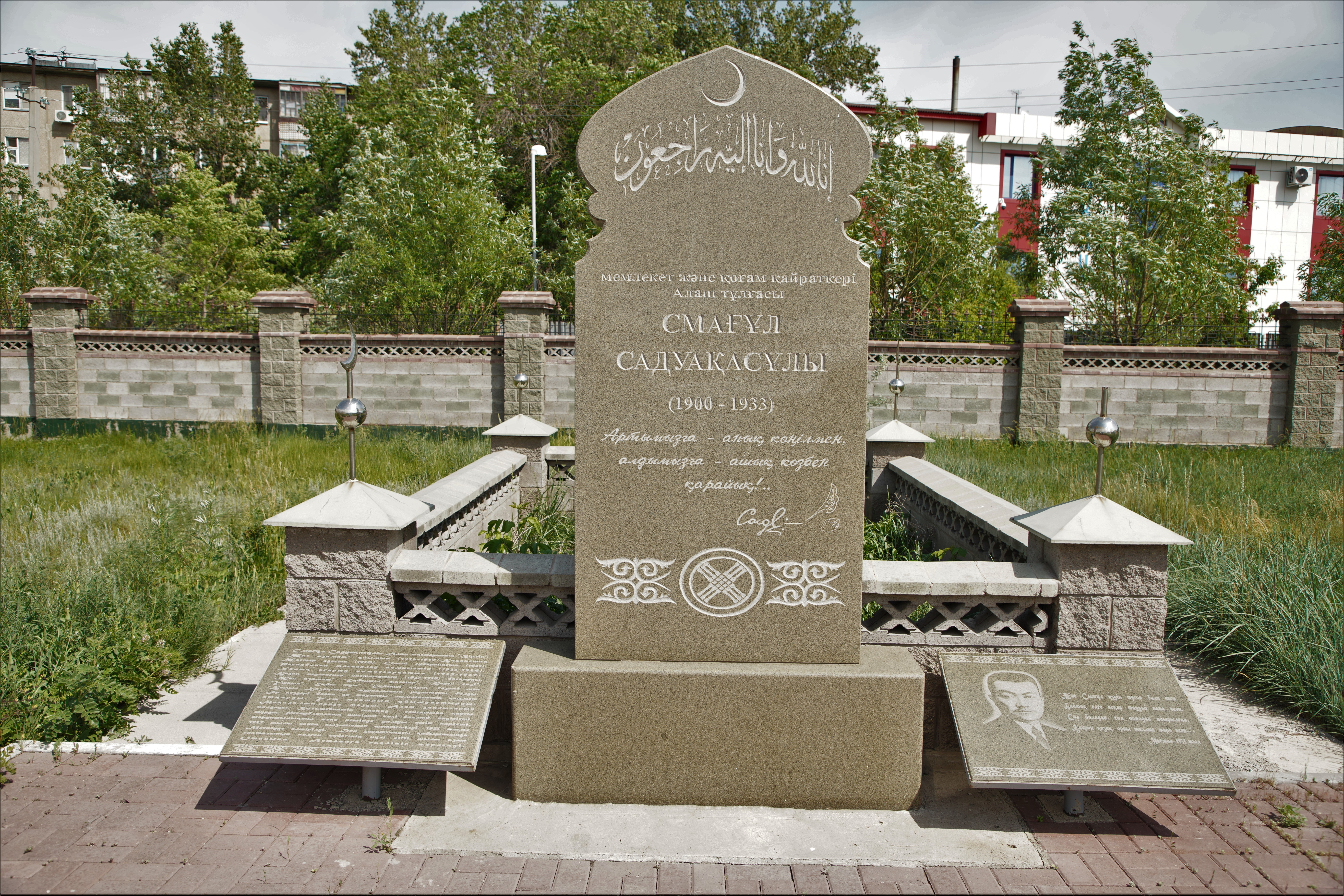
Могила Смагула Садвокасова

Самое первое захоронение датируется 1609 годом, последнее — 1962 годом. С лета 2012 года на кладбище начались научно-исследовательские работы, в ходе которых было установлено, что на площади 0,16 км² расположено 2 169 могильных плит из дерева, камня, металла и других материалов. Эпитафии на надгробиях написаны в том числе на арабском и персидском языках. Результаты детального исследования микрорельефа свидетельствуют о том, что на данном кладбище имеется около 10 тыс. погребений. Такое количество захоронений, по мнению археолога Карла Байпакова, свидетельствует о том, что кладбище многослойное и формировалось оно на протяжении многих столетий.
В основном, кладбище «Караоткель» является мусульманским, но встречаются также православные и еврейские захоронения. Среди захоронений известна надгробная плита, посвященная соратникам хана Кенесары, погибшим при штурме Акмолинской крепости. Особый интерес представляют могилы преподавателей мусульманской школы, религиозных представителей из Бухары и Казани, которые датируются концом XIX века. По историческим данным, здесь похоронен Самеке-хан, первый хан Среднего жуза, сын Тауке хана, но надгробный камень не найден. Есть надгробная плита купца Баймухамбета Косшыгулова, известного производством кондитерских изделий и строительством в Акмолинске школы для мусульманской молодёжи. На кладбище захоронена Галия — любовь прославленного борца Балуана Шолака, которой он посвятил песню «Галия». Также на данном кладбище захоронены соратники Сакена Сейфуллина, в числе которых Жакия Айнабеков и его семья.
В советское время часть камней увезли на строительство социальных объектов. Некоторые надгробия повреждены выстрелами — солдаты тренировались в стрельбе, используя памятники в качестве мишеней. Среди похороненных в советское время много депортированных чеченцев и ингушей. Многие из них умирали от голода, захоронения их на кладбищах по мусульманским традициям запрещали, поэтому хоронили в сараях и домах. После ослабления режима, казахи предложили хоронить и перезахоранивать их на этом кладбище.
В 2011 году из Москвы с Донского кладбища был перевезён и перезахоронен прах Смагула Садвакасова, скончавшегося по официальной версии в 1933 году от брюшного тифа.

## Охрана и благоустройство
3 июня 2010 года постановлением акимата города Астаны кладбищу был присвоен статус памятника истории и культуры местного значения.
В 2012 году российский бизнесмен Михаил Гуцериев, у которого на «Караоткеле» похоронены дед Саад Гуцериев и братья деда, профинансировал благоустройство кладбища, включая строительство ограждения.